# Clubiona linea
Clubiona linea este o specie de păianjeni din genul Clubiona, familia Clubionidae, descrisă de Xie et al., 1996. Conform Catalogue of Life specia Clubiona linea nu are subspecii cunoscute.